# ノーフォーク (ネブラスカ州)
ノーフォーク（Norfolk）は、アメリカ合衆国ネブラスカ州北東部に位置する都市。オマハの北西約180km、アイオワ州スーシティの西約130kmに位置する。人口は24,210人（2010年国勢調査）。マディソン郡を中心に、3郡から成る小都市圏は48,271人（2010年国勢調査）の人口を抱えている。

## 歴史

### 創設と初期
1865年、ホームステッド法の下で獲得できる、生産性が高く、安価な農地を求めて、ウィスコンシン州南東部、イクソニアの近くに創られたドイツ系ルーテル教会徒の入植地から、3人の斥候がこの地に送られてきた。斥候たちはオマハ周辺からウェストポイントまでエルクホーン川を遡ったが、その周辺には多くの入植者が住み着いていたので、さらにエルクホーン川を遡った。同年9月15日、斥候たちはエルクホーン川の北支流が本流に合流するこの地にたどり着き、この地に入植地を創設することに決めた。翌1866年5月23日、42家族、124人が馬車3隊に分かれて北東ネブラスカを 目指し、イクソニアを発った。同年7月15日、この第1陣の入植者はこの地に到着した。翌1867年7月には、ウィスコンシンからの第2陣の入植者がこの地に到着した。
入植地の名の起源は「北支流」（North Fork）にあるとは考えられているものの、その正確な名については、"Northfork"、"Nor'fork"、"Nordfork" と諸説ある。その名は連邦郵政局に提出されたが、その過程のどこかで "Norfolk" に変わった。その後も現在に至るまで、多くのネブラスカ州民は "Norfork" という発音を用いている。
ノーフォークには1867年に郡庁が置かれたが、1875年に行われた住民投票で郡庁所在地が変えられた。この時、わずか45人の有権者しかいなかったノーフォークは第一次投票で敗れた。その後の決選投票では、マディソンがバトルクリークを破って郡庁所在地に選出された。

### 鉄道の開通と成長
サウスダコタ州のブラックヒルズで金が発見されると、フリーモント・エルクホーン・アンド・ミズーリバレー鉄道が建設された。この鉄道はオマハからエルクホーン川流域を遡り、そこからネブラスカ州北部を横切ってサウスダコタ州へと入るものであった。ノーフォークにこの鉄道が開通したのは1879年であった。翌1880年には、ユニオン・パシフィック鉄道の子会社オマハ・ナイオブララ・アンド・ブラックヒルズ鉄道が、コロンバスの西、ダンカンで本線から分岐（のちにコロンバスからの分岐に変更）して北進し、ノーフォークへと開通した。その翌々年、1882年には、シカゴ・セントポール・ミネアポリス・アンド・オマハ鉄道がノーフォークまで開通した。
これらの鉄道の開通により、ノーフォークは大きく発展した。1886年には市の人口が1,000人を突破し、第2級都市へと昇格した。翌1887年には路面電車が開通し、また水道網が整備された。さらにその翌年、1888年には、ネブラスカ電灯会社の電線、およびネブラスカ電話会社の回線が開通した。

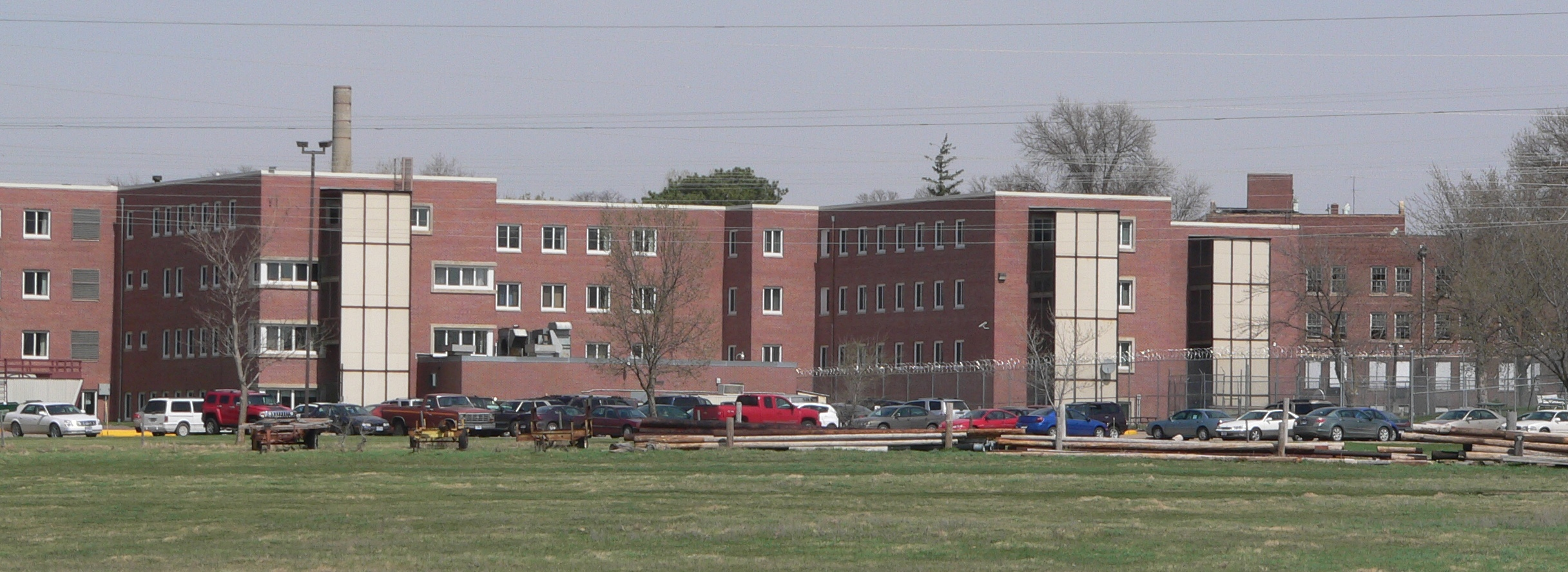
ノーフォーク地域センター

1885年、ネブラスカ州議会の決議により、ノーフォーク精神病院が建てられ、1888年に最初の患者を受け入れた。同院はその後1920年にノーフォーク州立病院に、1962年にノーフォーク地域センターに改称した。現在では、同院は120床を有する、性犯罪者更生の初期段階の治療を行う施設となっている。

### 自動車と航空機の時代
1900年、ノーフォークの人口は3,883人を数えた。1910年には6,000人を超え、マディソン郡の人口のおよそ1/3を占めた。1915年、郡庁をマディソンからノーフォークに移す嘆願書が受理され、住民投票が行われたが、通過に必要な票数を集めることができず、否決された。その半世紀以上後、1970年代にも、郡庁を移す法案が再度提出され、1975年に住民投票が行われたが、可決に必要となる60%の票を集めることができずに否決された。
1911年、カンザス州サライナで国際メリディアン・ロード協会が設立され、西経97度線にほぼ沿ってウィニペグからテキサス州ラレドへ、そしてメキシコシティへと至るメリディアン・ハイウェイの建設プロジェクトが立ち上げられた。この道路はノーフォークも通ることになった。1924年、サウスダコタ州ヤンクトンでサウスダコタ・ネブラスカ州境になっているミズーリ川にメリディアン・ハイウェイ橋が架けられ、季節運航であった渡し船から代えられたことにより、この道路はカナダからメキシコまで通年通行可能になった。1928年、この道路は国道81号線に指定された。1939年には、国道75号線の支線で、オマハからエルクホーン川流域を遡り、ノーフォークを経由して州北部のオニールへと至る国道275号線が開通した。第二次世界大戦中、この国道のノーフォーク・オニール間は国道戦略ネットワークの一部ｔに指定され、資材および保守のための国庫拠出の優先度を高く設定された。
1928年に航空学校ができると、ノーフォークにおける航空交通が発展し始めた。この学校の飛行場は次第に拡張・改良されていった。1942年、公共事業促進局（WPA）はこの学校のあった地に市営空港（現ノーフォーク地域空港）の建設を始めた。第二次世界大戦中ということもあり、建設資材は限られていたものの、スーシティ飛行場等、いくつかの軍関連空港を補完する飛行場としてノーフォークには高い優先度を設定された。終戦後、地元ノーフォークの連邦下院議員で、連邦議会航空政策理事会の会員でもあったカール・ステファンは、その影響力を発揮し、この空港へのさらなる出資を確約させた。1950年代初頭には、この空港に商用の定期旅客便が就航した。

## 地理

ノーフォーク小都市圏

ノーフォークは北緯42度1分58秒 西経97度24分50秒 / 北緯42.03278度 西経97.41389度に位置している。オマハからは北西へ約180km、アイオワ州スーシティからは西へ約130km、サウスダコタ州との州境からは南へ約95kmに位置する。市域はエルクホーン川北岸に広がっている。市の標高は441mである。
アメリカ合衆国国勢調査局によると、ノーフォーク市は総面積27.92km2（10.78mi2）である。そのうち27.69km2（10.69mi2）が陸地で0.23km2（0.09mi2）が水域である。 ノーフォーク小都市圏はマディソン郡を中心に、北に隣接するピアース郡、および東に隣接するスタントン郡の3郡にまたがり、その面積は4,085km2（1,577mi2）である。

### 気候
ノーフォークの気候は蒸し暑い夏と乾燥して寒さの厳しい冬に特徴付けられ、気温の年較差の大きい内陸型の気候となっている。最も暑い7月の平均気温は約24℃、最高気温の平均は約32℃で、日中32℃を超えることは平年で月の半分、15日程度である。最も寒い1月の平均気温は氷点下6.5℃、最低気温の平均は氷点下12℃で、毎日気温が氷点下に下がる。降水量は夏季の5月から7月にかけては多く、月間85-115mm程度、逆に冬季の11月から2月にかけては少なく、月間15-25mm程度である。春季・秋季には月間35-75mm程度である。年間降水量は665mm程度である。また、冬季の12月から3月にかけての月間降雪量は13-16cm、年間降雪量は70cmに達する。ケッペンの気候区分では、ノーフォークは亜寒帯湿潤気候（Dfa）に属する。
|               | 1月  | 2月  | 3月  | 4月  | 5月   | 6月   | 7月  | 8月  | 9月  | 10月 | 11月 | 12月 | 年    |
| ------------- | ---- | ---- | ---- | ---- | ----- | ----- | ---- | ---- | ---- | ---- | ---- | ---- | ----- |
| 平均気温（℃） | -6.5 | -5.0 | 1.8  | 9.4  | 15.7  | 21.1  | 24.3 | 22.9 | 17.9 | 10.8 | 2.4  | -3.9 | 9.2   |
| 降水量（mm）  | 15.2 | 20.3 | 35.6 | 66.0 | 101.6 | 114.3 | 86.4 | 76.2 | 66.0 | 38.1 | 25.4 | 20.3 | 665.4 |
| 降雪量（cm）  | 14.2 | 16.3 | 16.0 | 3.3  | 0.3   | -     | -    | -    | -    | 1.3  | 5.8  | 13.2 | 70.4  |

### 都市概観

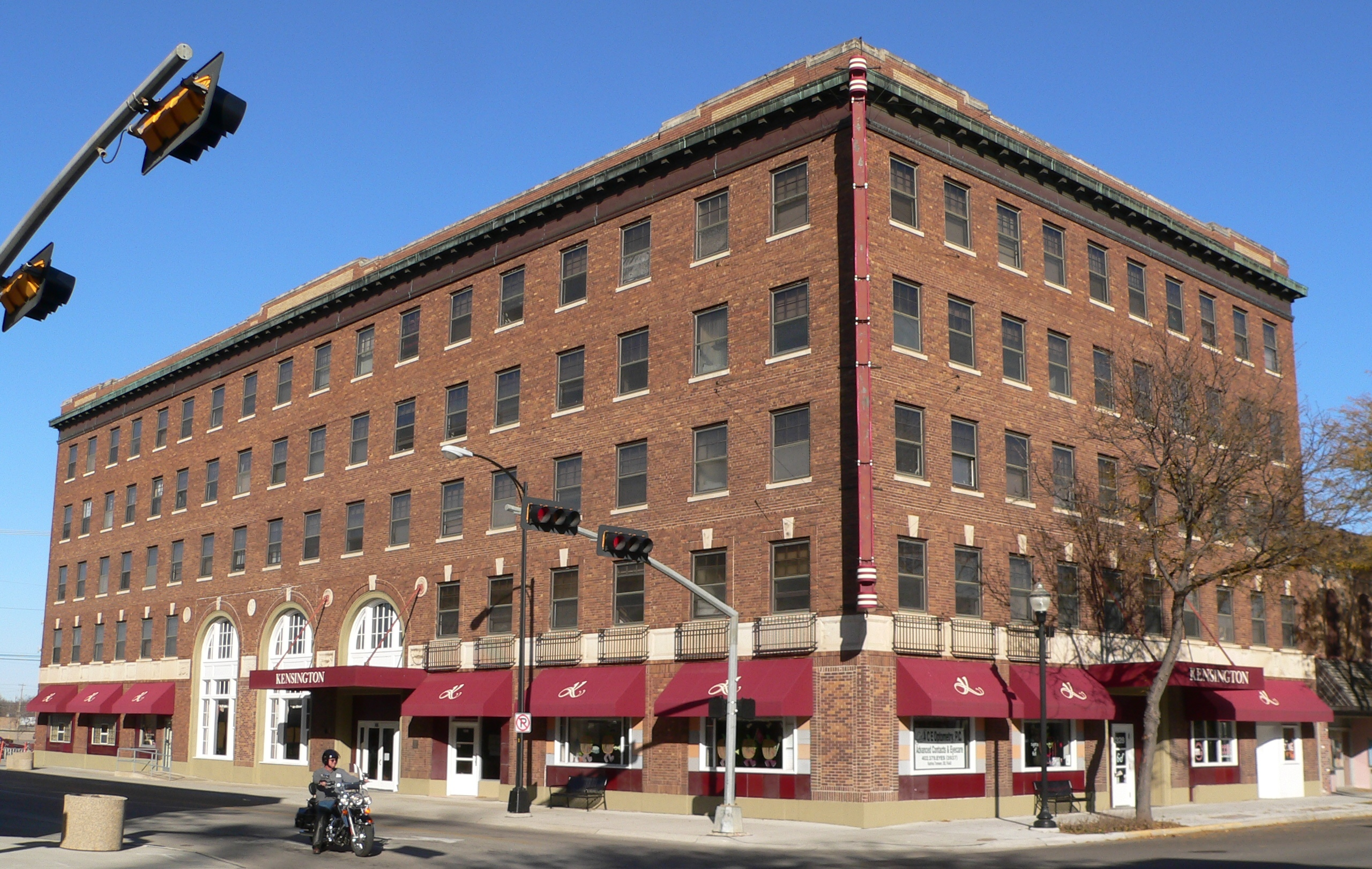
市中心部、ノーフォーク・ストリートと4thストリートの北東角に建つケンジントン・ビルディング。1988年にホテル・ノーフォークとして国家歴史登録財に登録された。

ノーフォークの街路は概ね整然と区画されている。南北に通る通りの多くには番号がついており、市中心部東端を通る1stストリートから順に、市域西端の37thストリートまで、西に行くほど数字が大きくなる。南北に通る通りは、市中心部の東西の目抜き通りであるノーフォーク・アベニューを境に北（N）と南（S）に分かれている。一方、東西に通る通りは、ノーフォーク・アベニューをはじめとして、1stストリートを境に西（W）と東（E）に分かれているものもあるが、1stストリート以西では「西」とつかず、以東でのみ「東」とついている通りも数多くある。商業地区は市中心部のほか、13thストリート（国道81号線）沿いや市南部を通るオマハ・アベニュー（国道275号線沿い）にも発展している。

## 政治
ノーフォークは市長制を採っている。市長は全市からの投票で選出され、その任期は4年である。市議会は8人の議員から成っており、市を4つに分けた選挙区から2人ずつ選出される。市議員の任期は4年であるが、2年ごとに半数（つまり各選挙区1人ずつ）を改選する。市長は市議会に出席するが、保留となっている事項を決裁する場合のみ票を有する。また、市長は拒否権を有するが、市議員の2/3以上が賛成の場合は拒否権を無効化できる。市長・市議員ともフルタイムで市政にあたるのではなく、本来の職業を有しながらあたるため、市の行政実務はシティー・マネージャー制におけるシティー・マネージャーのような役割を担う、任命されたシティー・アドミニストレーターの下に回っている。

## 経済
ノーフォークの地域経済は製造業を中心に、農業、小売業、およびサービス業によって支えられている。
地元鉄鋼加工業者ノーフォーク・アイアン・アンド・メタルはノーフォークに本社を置き、アイオワ州デュラント（ダベンポート郊外）、カンザス州エンポリア、コロラド州グリーリー、およびイリノイ州ロックアイランドの4ヶ所に拠点を置いている。また、ノースカロライナ州シャーロットに本社を置く鉄鋼メーカーのニューコアは、ノーフォークに4ヶ所の生産拠点を置いている。ウィスコンシン州に本社を置く飲料メーカーのウィス・パックは、ノーフォークの工場でソフトドリンク、非炭酸飲料、および精製水を製造している。
また、ノーフォークには国際的企業の工場も置かれている。アイルランド系医療用品メーカーのコビディエン（メドトロニック傘下）は、1961年からノーフォークに工場を置いている。ドイツ・コンチネンタル傘下のベヤンス・テクノロジーズも、アメリカ合衆国内に9ヶ所、ネブラスカ州内には2ヶ所にある拠点のうちの1つをノーフォークに置いている。

## 交通

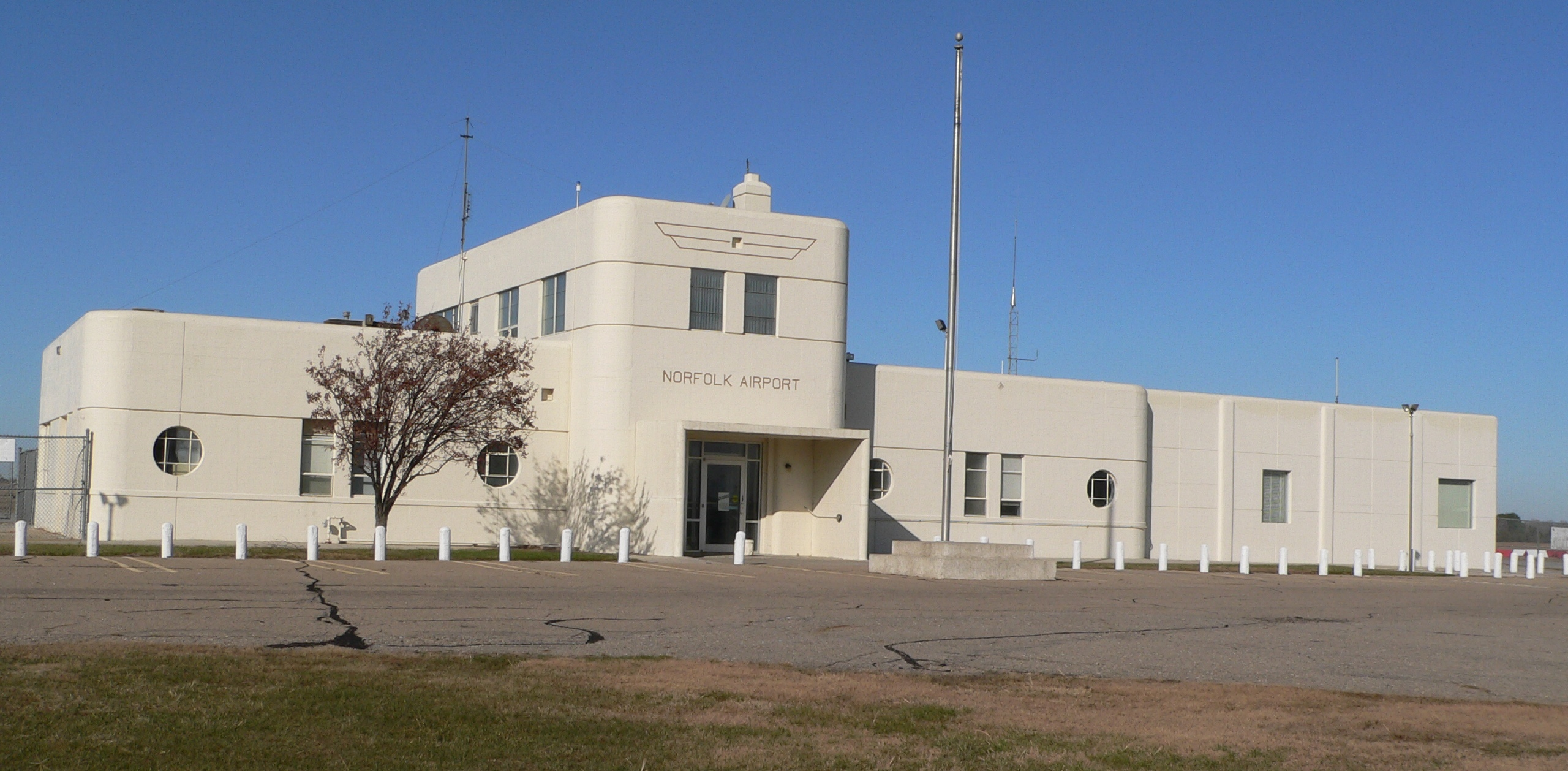
ノーフォーク地域空港の旧ターミナルビル

ノーフォークに近い商業空港としては、スーシティのスー・ゲートウェイ空港（IATA: SUX）、オマハのエプリー・エアフィールド（IATA: OMA）、リンカーンのリンカーン空港（IATA: LNK）が挙げられるが、いずれもノーフォークの中心部から130-190km離れている。市中心部から南西へ約5.5km、国道81号線沿いに立地するノーフォーク地域空港（IATA: OFK）は、2004年までは定期旅客便の発着する商業空港であったが、それ以後は、ゼネラル・アビエーションと呼ばれる、自家用機やチャーター機等の発着が主となっている空港で、定期旅客便は発着していない。
ノーフォークには州間高速道路は通っていないが、国道81号線と国道275号線が交わる。また、市東端から北東へと向かう州道35号線はスーシティ都市圏へと通じている。
市東部にはエクスプレス・アローのバスディーポがあり、州内のコロンバスやフリーモントを経由してノーフォークとオマハとを結ぶバスが1日1便発着する。

## 教育

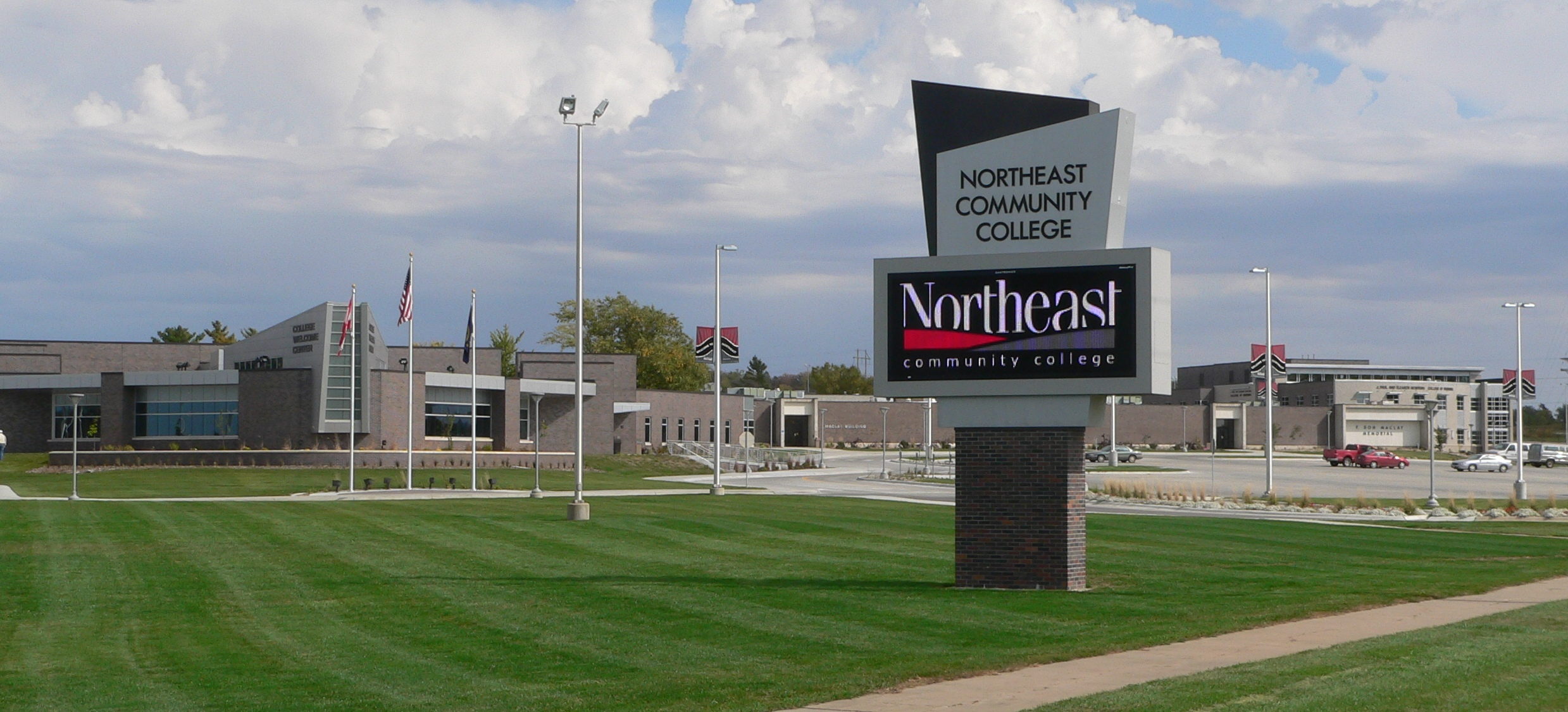
ノースイースト・コミュニティ・カレッジ

市中心部から北東へ約3km、市域北東端にはノースイースト・コミュニティ・カレッジがキャンパスを構えている。同学は2年制のコミュニティ・カレッジで、120以上の専攻プログラムを有し、準学士の学位のほか、ディプロマやサーティフィケートを授与している。同学はノーフォークの本校の他、オニール、サウススーシティ、およびウェストポイントにもキャンパスを置いている。
ノーフォークにおけるK-12課程はノーフォーク公立学区の管轄下にある公立学校によって主に支えられている。同学区はマディソン郡を中心に、ピアース郡、スタントン郡、およびウェイン郡の4郡にまたがり、就学前教育校1校、小学校（1-4年生）7校、中級学校（5-6年生）1校、中学校（7-8年生）1校、および高校（9-12年生）1校を有し、4,300人以上の児童・生徒を抱えている。このほか、カトリック系やルーテル教会系などの私立学校もある。

## 人口動態

### 都市圏人口
ノーフォークの都市圏を形成する各郡の人口は以下の通りである（2010年国勢調査）。
ノーフォーク小都市圏
| 郡           | 州           | 人口     |
| ------------ | ------------ | -------- |
| マディソン郡 | ネブラスカ州 | 34,876人 |
| ピアース郡   | ネブラスカ州 | 7,266人  |
| スタントン郡 | ネブラスカ州 | 6,129人  |
| 合計         | 合計         | 48,271人 |

### 市域人口推移
以下にノーフォーク市における1880年から2010年までの人口推移をグラフおよび表で示す。
| 統計年 | 人口     |
| ------ | -------- |
| 1880年 | 547人    |
| 1890年 | 3,038人  |
| 1900年 | 3,883人  |
| 1910年 | 6,025人  |
| 1920年 | 8,634人  |
| 1930年 | 10,717人 |
| 1940年 | 10,490人 |
| 1950年 | 11,335人 |
| 1960年 | 13,111人 |
| 1970年 | 16,607人 |
| 1980年 | 19,449人 |
| 1990年 | 21,476人 |
| 2000年 | 23,516人 |
| 2010年 | 24,210人 |

## 註
1. 1 2 3  American FactFinder. U.S. Census Bureau. 2011年2月4日.
2. ↑  Pangle, pp.1-2.
3. ↑  Pangle, p.8.
4. ↑  Pangle, p.19.
5. ↑  Pangle, p.32.
6. ↑  Perkey, Elton. Perkey's Nebraska Place Names. Nebraska State Historical Society. 1982年.
7. ↑  Koster, George E. A History of the Principal Executives of the Nebraska State Highway Department. p.12. Nebraska Department of Roads. 2005年.
8. ↑  Pangle, p.22.
9. ↑  Pangle, pp.56-57.
10. ↑  Pangle, p.60.
11. ↑  Curry, Margaret. History of Platte County. p.325. Culver City, California: Murry & Gee. 1950年.
12. 1 2 3  Madison County, Nebraska Historic Buildings Survey. p.14. Nebraska State Historical Society. 2001年8月. 2017年6月6日閲覧.
13. ↑  Pangle, p.80.
14. ↑  Pangle, pp.81–83.
15. ↑  Pangle, p.85.
16. ↑  Pangle, p.84.
17. ↑  Norfolk Regional Center. Nebraska Department of Health and Human Services. 2017年6月6日閲覧.
18. ↑  125 Years of Memories: 1867-1992, p.20.
19. ↑  125 Years of Memories: 1867-1992, p.8.
20. ↑  Meridian Highway. Drive the Old Spanish Trail. 2017年6月6日閲覧.
21. ↑  Slattery, Christina, Chad D. Moffett, and L. Robert Puschendorf. National Register of Historic Places Registration Form: Meridian Highway. pp.9-10. Nebraska State Historical Society. 2001年7月. 2017年6月6日閲覧.
22. ↑  Koster, George E. A Story of Highway Development in Nebraska. p.44. Nebraska Department of Roads. 1997年.
23. ↑  Ebeling, Mary R. and Christina Slattery.  National Register of Historic Places Registration Form: Karl Stefan Memorial Airport Administration Building. pp.8-11. Nebraska State Historical Society. 2017年6月6日閲覧.
24. 1 2  Historical Weather for Norfolk, Nebraska, United States of America. Weatherbase.com. 2017年6月7日閲覧.
25. ↑  NEBRASKA - Madison County. National Register of Historic Places. 2017年6月7日閲覧.
26. ↑  Governmental Structure. City of Norfolk, Nebraska. 2017年6月7日閲覧.
27. ↑  Locations. Norfolk Iron & Metal. 2017年6月7日閲覧
28. ↑  Nucor U.S. Locations. Nucor. 2017年6月7日閲覧.
29. ↑  Wis-Pak of Norfolk, NE. Wis-Pak. 2017年6月7日閲覧.
30. ↑  Harris, Kathryn. Covidien celebrates 50 years in Norfolk. Norfolk Daily News. 2011年11月3日. 2017年6月7日閲覧.
31. ↑  Veyance Technologies Locations. Continental. 2017年6月7日閲覧.
32. ↑  Norfolk Rgn'l/Karl Stefan Memorial Fld. (Form 5010) Airport Master Record. Federal Aviation Administration. 2017年5月25日. 2017年6月7日閲覧.
33. ↑  Locations, Route Schedules. Express Arrow. 2017年6月7日閲覧.
34. ↑  Degrees and Programs. Northeast Community College. 2017年6月8日閲覧.
35. ↑  About Us: College Locations. Northeast Community College. 2017年6月8日閲覧.
36. ↑  About NPS. Norfolk Public Schools. 2017年6月8日閲覧.
37. ↑  Gibson, Campbell. Population of the 100 Largest Cities and Other Urban Places in the United States: 1790 to 1990. US Census Bureau. 2005年.